# Cinagara (Malangbong)
Cinagara is een bestuurslaag in het regentschap Garut van de provincie West-Java, Indonesië. Cinagara telt 5159 inwoners (volkstelling 2010).